# یاسوشی اینواوئه
یاسوشی اینواوئه (انگلیسی: Yasushi Inoue; ۶ مهٔ ۱۹۰۷ – ۲۹ ژانویهٔ ۱۹۹۱) نویسنده اهل ژاپن بود.
وی همچنین برندهٔ جوایزی همچون نشان فرهنگ، شخصیت دارای شایستگی فرهنگی، و جایزه آکوتاگاوا شده است.